# Ferwerd
Ferwerd (officieel, Fries: Ferwert, [’fɛrvət]) is een terpdorp in de gemeente Noardeast-Fryslân, in de Nederlandse provincie Friesland. Ferwerd ligt ten noorden van Leeuwarden, tussen Blija en Marrum. Het dorp ligt aan de zuidkant van de N357, nabij de Waddenzee.
In 2023 telde het dorp 1.815 inwoners. Ferwerd werkt op meerdere fronten samen met Hogebeintum, zoals met de gezamenlijke dorpsbelangenvereniging.

## Beschermd dorpsgezicht

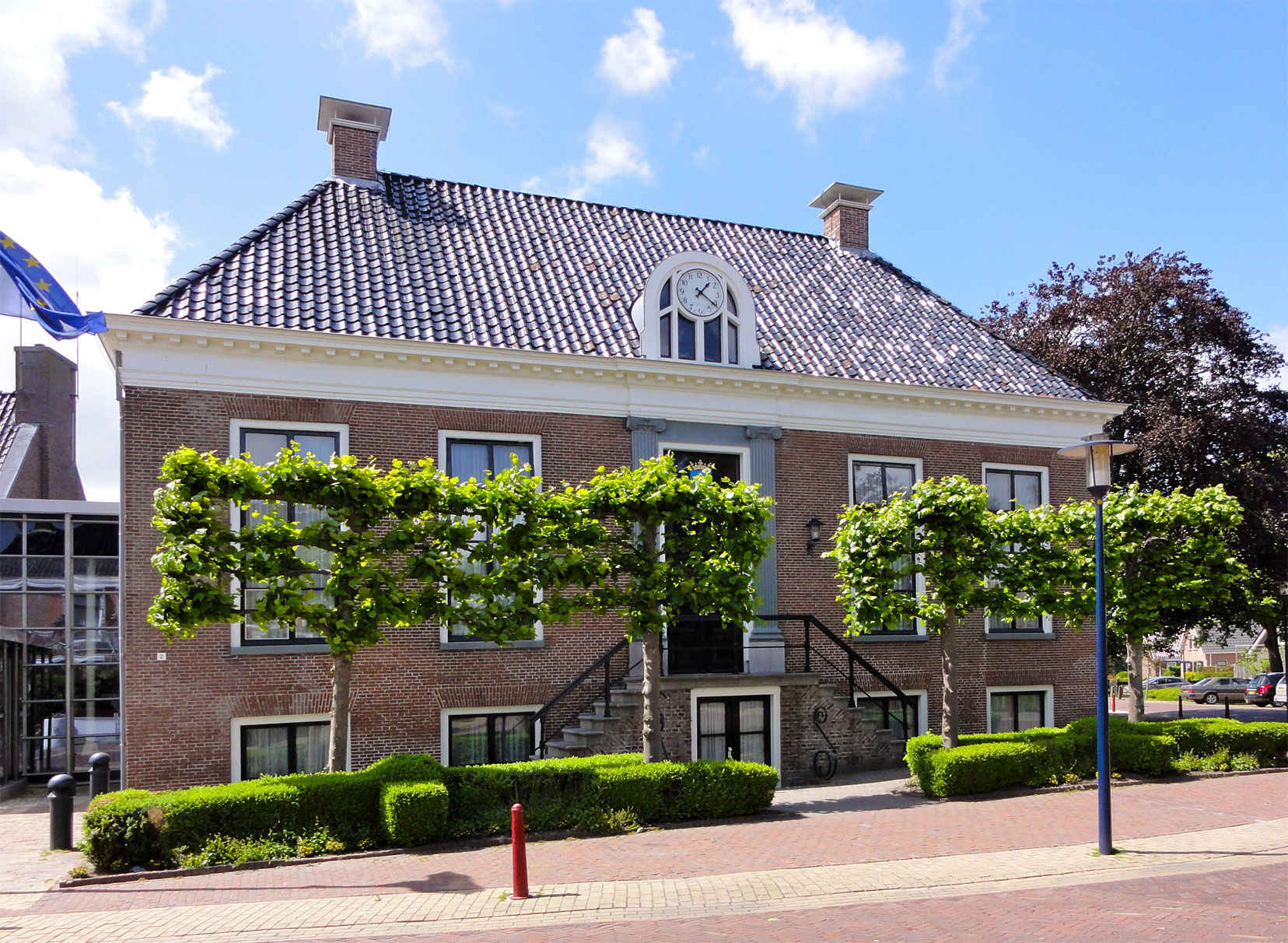
Het oude gemeentehuis

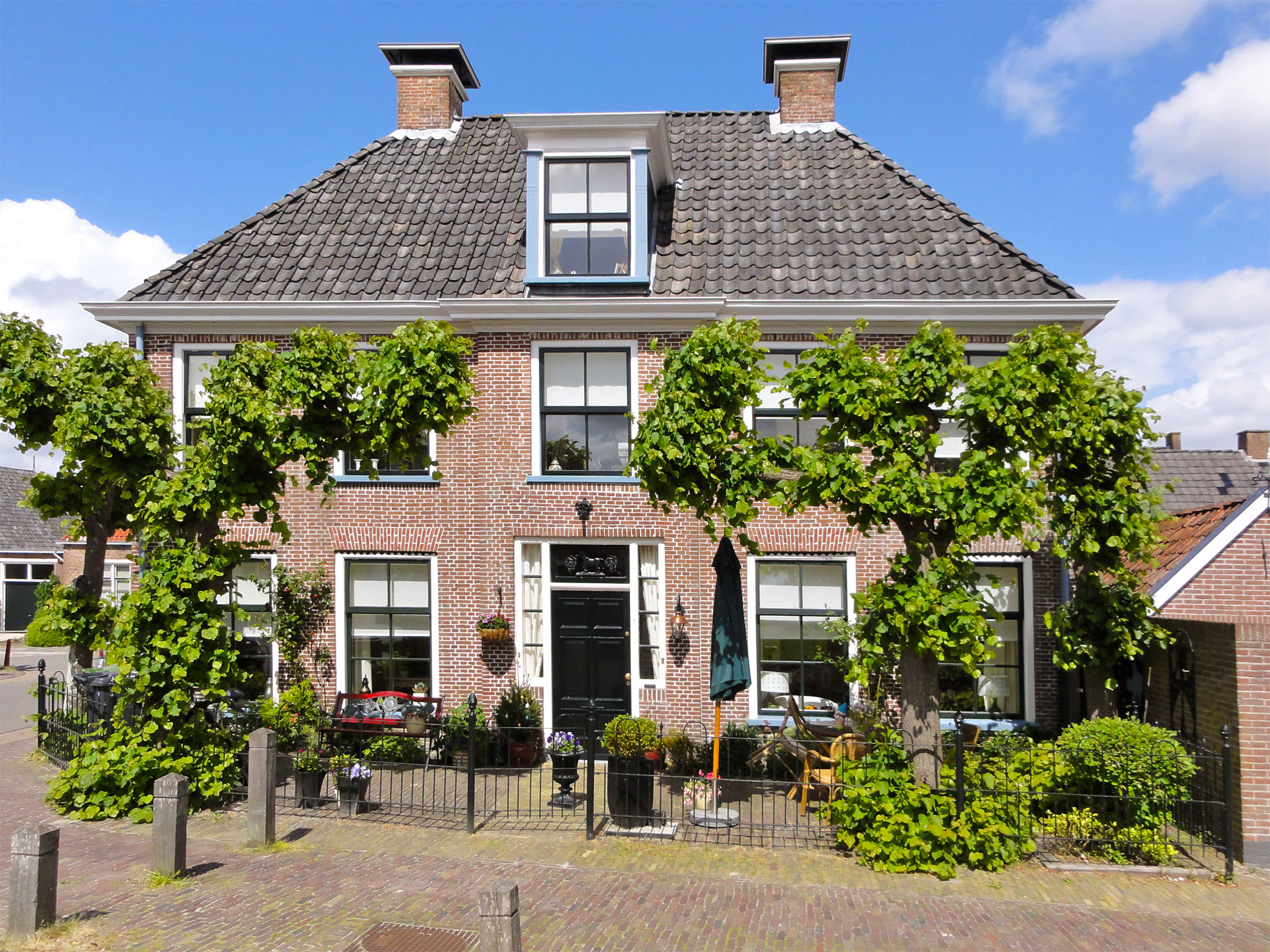
Stienstrahearehuzinge

Een deel van Ferwerd is rijksbeschermd gezicht Ferwerd en een van de beschermde stads- en dorpsgezichten in Friesland. Verder zijn er in het dorp enkele tientallen rijksmonumenten (zie hiervoor de lijst van rijksmonumenten in Ferwerd).

## Geschiedenis
In de 9e eeuw werd de plaats vermeld als Fatruwerde en als Feterwrde. In 1289 werd het dorp vermeld als Federwerth, in 1399 als Ferwart en in 1418 als to ferwerth. Het tweede element (werth) duidt op een terp, van het eerste element is niet bekend wat het precies betekent. Mogelijk is het een verwijzing naar de stichtende persoon of de eerste persoon/familie die er woonachtig op was.
Sinds 1999 is de officiële naam van het dorp het Friestalige Ferwert. Ferwerd was de hoofdplaats van de gemeente Ferwerderadeel, totdat deze per 2019 opging in de gemeente Noardeast-Fryslân.

## Kerk
Ferwerd wordt gekenmerkt door de kerktoren van de Sint Martinuskerk. Bij een restauratie in de jaren dertig van de 20e eeuw zijn veranderingen aangebracht, die echter weer ongedaan zijn gemaakt bij herstelwerkzaamheden in 2006. De klokken zijn daarbij gelast en aan andere luidassen opgehangen.

## Windmotor
Ten zuiden van het dorp staat een kleine Amerikaanse windmotor.

## Sport

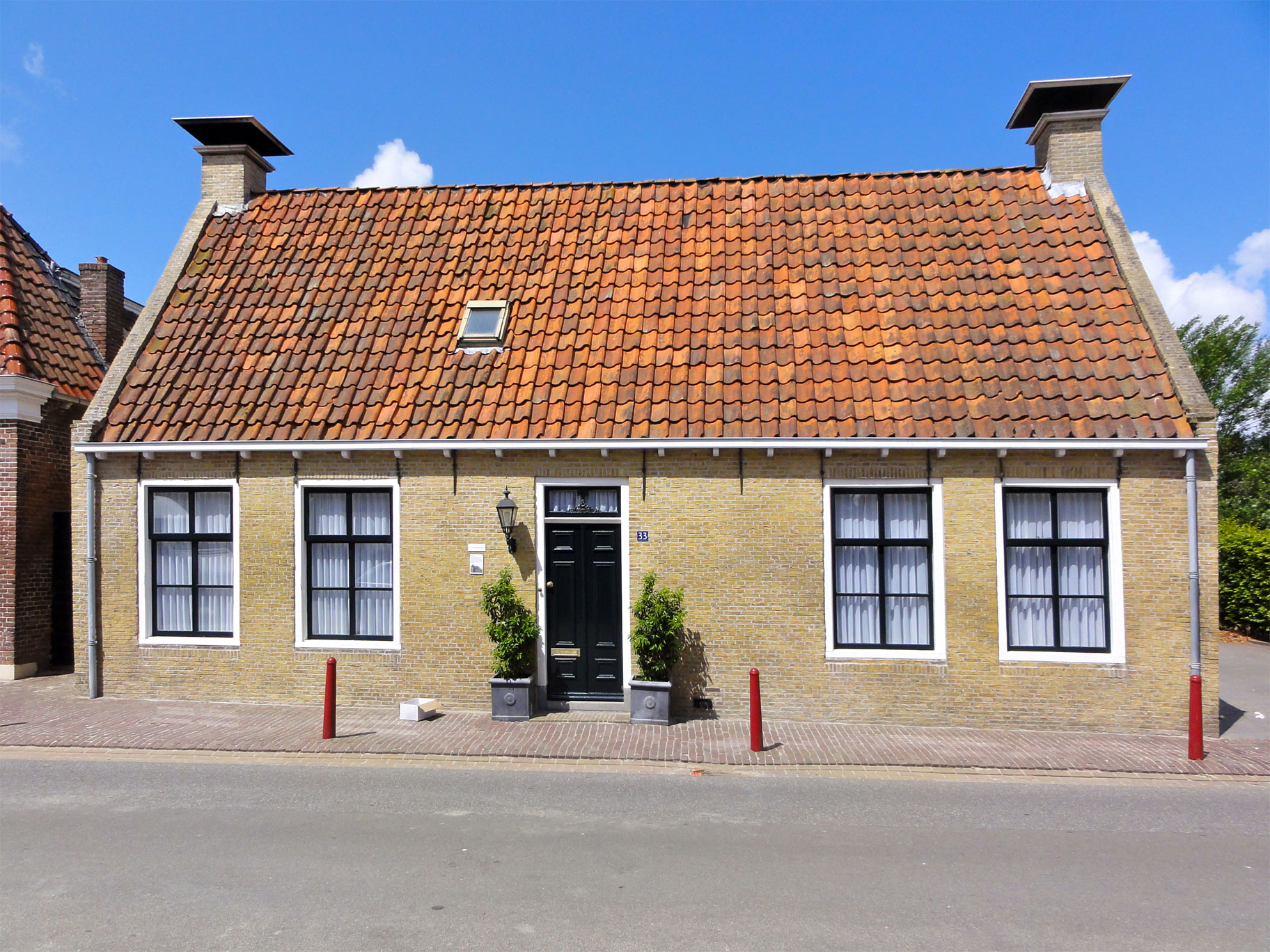
Boerenhuzinge

Het dorp heeft verschillende sportverenigingen, zoals de Kaatsvereniging Foswert, de voetbalvereniging VV Wardy, de tennisclub Ferwerderadiel, de gymnastiekvereniging SVKV Ferwert,de  dartclub De Heechfinne, de badmintonclub Ferwert en samen met het dorp Hogebeintum een ijsclub.

## Cultuur
Het dorp heeft een brassband, Excelsior Ferwert en zanggroep Old Pipers.

## Onderwijs
In het dorp zijn twee basisscholen: Op 'e Trije en Opstreek. Fusie tussen de twee scholen ketste in 2018 (voorlopig) af.

## Wandelroute
Door Ferwerd lopen het Noordzeepad en Friese Kustpad, beide deel van de Europese wandelroute E9.

## Bevolkingsontwikkeling
| 1999 | 2002 | 2004 | 2017 | 2018 | 2019 | 2021 | 2023 |
| ---- | ---- | ---- | ---- | ---- | ---- | ---- | ---- |
| 1824 | 1874 | 1915 | 1787 | 1790 | 1760 | 1780 | 1815 |

## Bekende (oud-)inwoners

### Geboren in Ferwerd
- Cornelis Albarda (1803-1848), rechter
- Johannes Albarda (1761-1838), politicus
- Willem Albarda (1764-1847), politicus en bestuurder
- Pieter Boeles (1795-1875), predikant en taalkundige
- Maarten Goudzwaard (1979), politicus
- Gerard Heymans (1857-1930), filosoof, logicus en psycholoog
- Jitse Kramer (1981), krachtsporter
- Trinus Riemersma (1938-2011), schrijver
- Maria Sterk (1979), marathonschaatsster

### Overleden in Ferwerd
- Gemme van Burmania (1523-1602), edelman

### Woonachtig (geweest) in Ferwerd
- Attje Kuiken, politica